# Mára (démon)

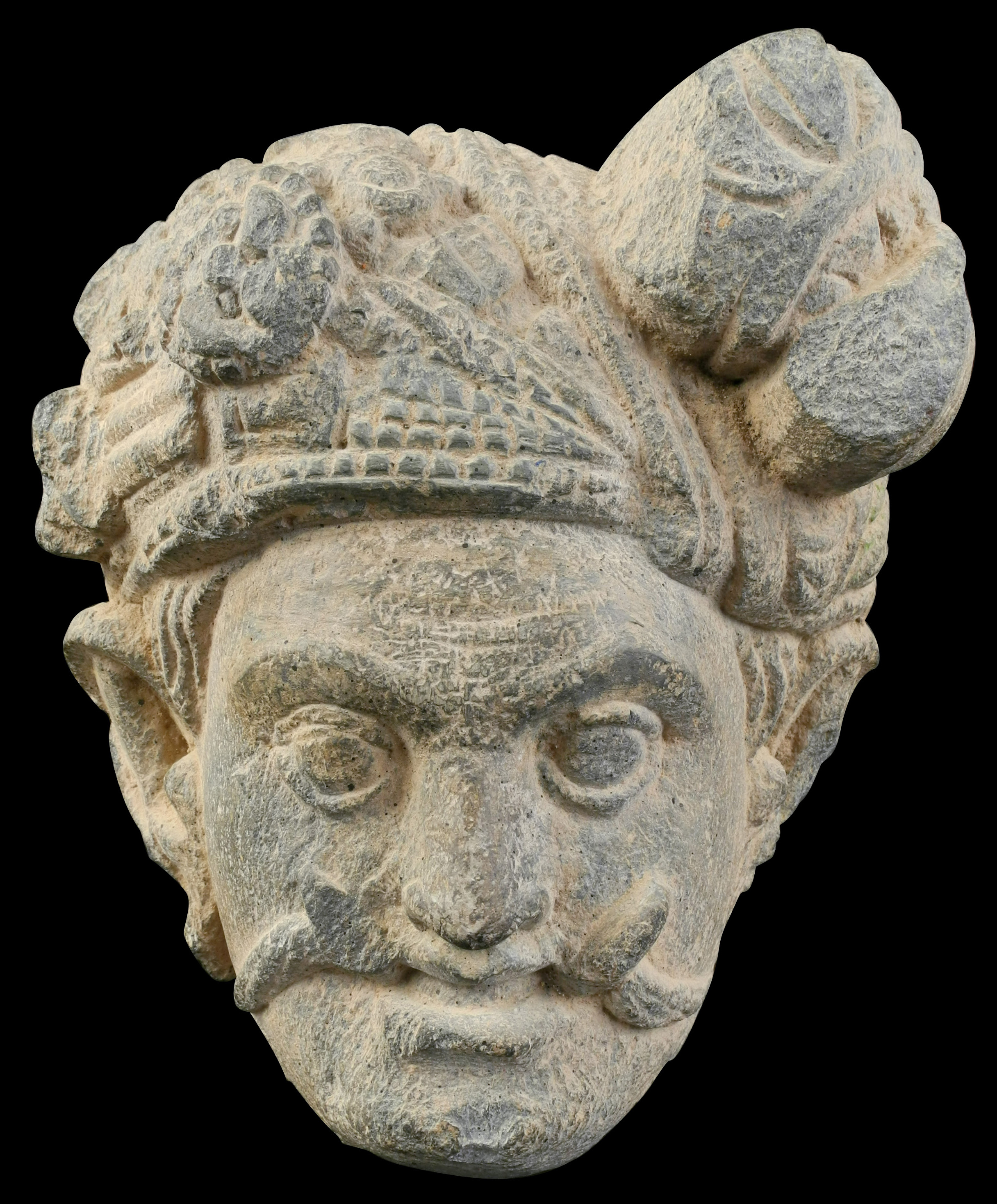
Mára domborművének töredéke (Gandhárai stílusban).

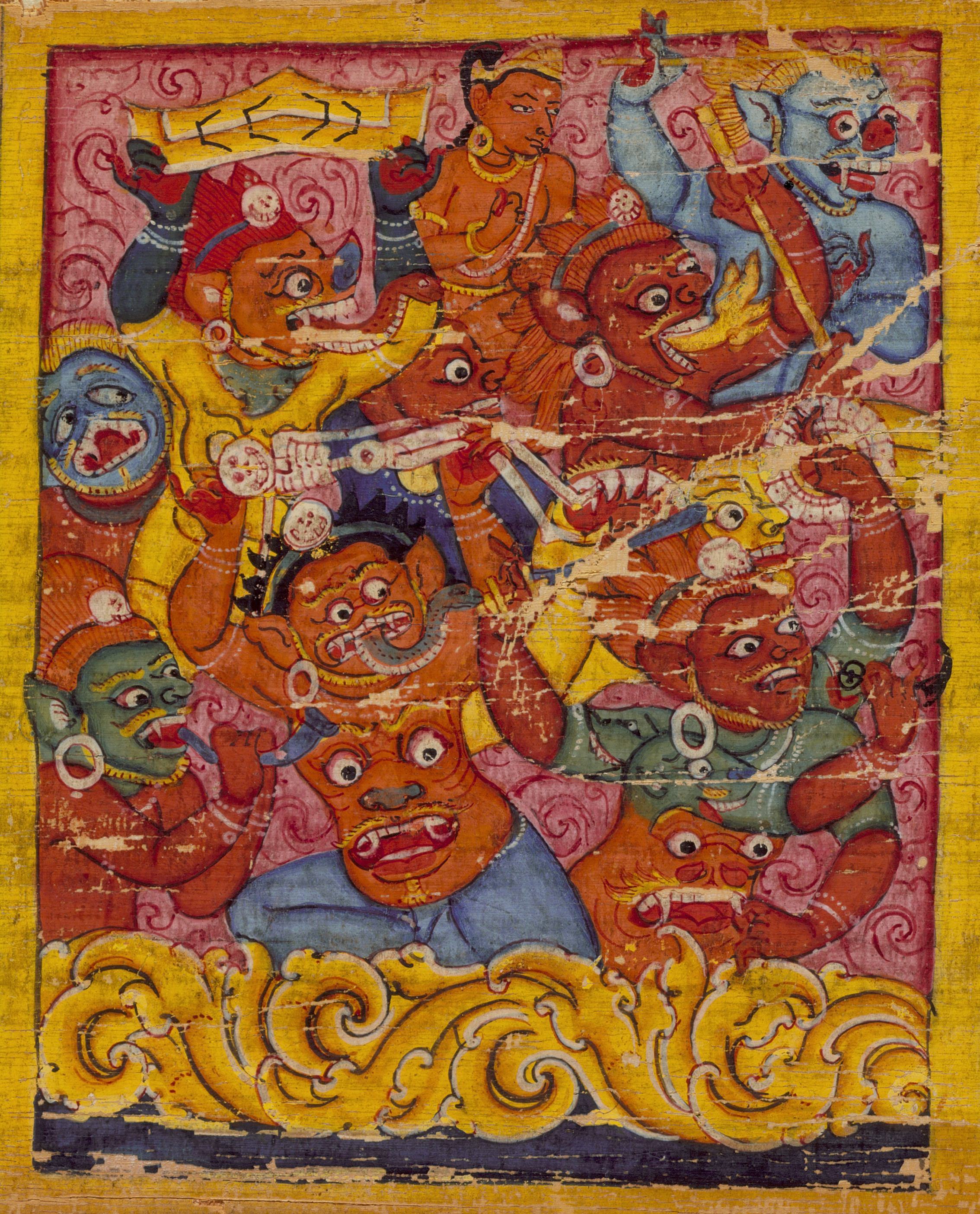
Mára démonai - pálmalevélre írt kézirat. Nálanda, Bihár, India

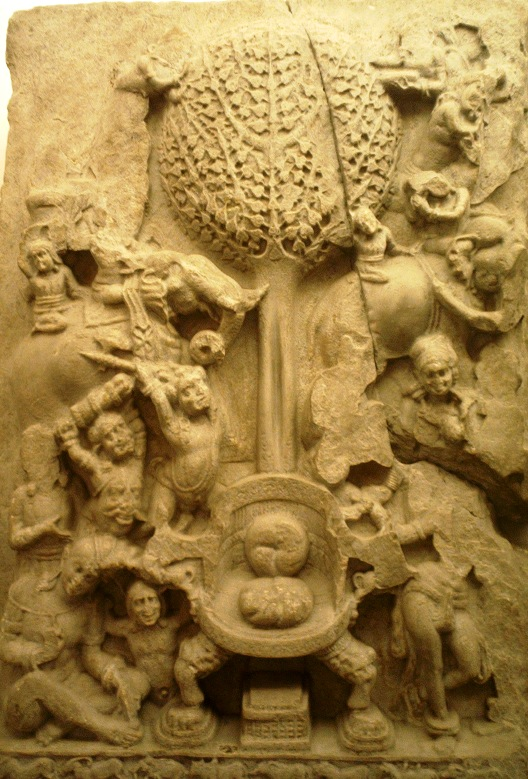
Mara megkísérti Buddhát (anikonikus ábrázolás: Buddhát csupán a trónja szimbolizálja), 2. század

Mára (szanszkrit: मार, māra; kínai: 魔, pinjin: mó; tibeti: bdud; burmai: မာရ်နတ်; thai: มาร), a buddhizmusban egy démon, aki megkísérelte elcsábítani Gautama Buddhát gyönyörű nőkkel, akik - a különféle legendák szerint - a lányai voltak. A buddhista kozmológiában Mára testesíti meg az ártó ösztönzéseket, az ügyetlenséget és a spirituális élet „halálát”.  Csábítóként Mára eltéríti az embereket a spirituális gyakorlatoktól, úgy hogy a negatív dolgokat pozitív színben tünteti fel.
A hinduizmusban a halálos betegségek istene és a káma-dhátu ura: az érzéki élvezet iránti vágyé, amely miatt az emberek meggondolatlanul cselekszenek.

## Nevének eredete
A „Mára” szó az indoeurópai alapnyelv *mer- szótövéből ered, melynek jelentése „meghalni”. Az igető szanszkrit formája √mṛ. Ennek jelenidejű jelzői alakja mrjate és a műveltető alakja márajati. Mára a műveltető szótő verbális főnévi alakja, amelynek jelentése 'halált okozni' vagy 'gyilkolni'. Más, halállal kapcsolatos szóhoz is kapcsolható ugyanezzel a tővel: marana vagy mrtju (halál).

## Áttekintés
A hagyományos buddhizmusban a Mára névhez négy értelmét szokás társítani:
- Klésa-mára, vagy Mára az összes tévelygő érzés megtestesülése.
- Mrtju-mára, vagy Mára a halál, amely a születések és halálok végtelen körforgását jelenti.
- Szkandha-mára, vagy Mára a kondicionált létezések összességének metaforája.
- Dévaputra-mára, vagy Mára egy déva fia - tehát létező, nem metaforikus.

A korai buddhizmusban Mára szó szerinti és pszichológiai értelmezést is kapott. Létező lényként közvetlenül a meditáló Buddha mellett is megjelent. A Buddha-szobrok közkedvelt témája Délkelet-Ázsiában a meditáló Buddha. Bal keze az ölében, a bal tenyér az ég felé néz. A jobb karja a jobb térdén helyezkedik el, a jobb kezén az ujjak a földet érintik, ami az jelzi, hogy Buddha a Földet hívja, hogy legyen tanúja, amint legyőzi Márát és eléri a megvilágosodást. Ezt a testtartást nevezik 'föld-érintő mudrának'.

## Három lánya
Buddha megvilágosodásának egyes elbeszéléseiben Mára nem küldte lányait, hogy csábítsák el Buddhát, hanem saját akaratukból mentek, amikor Mára már feladta, hogy megállítsa Buddhát a megvilágosodás felé vezető úton. Mára lányait hagyományosan három dolog megtestesüléseként értelmezik: Tanhá (sóvárgás), Arati (unalom) és Rága (érzékiség).

## További olvasmányok
- (1991) „The Buddha's encounters with Mara, the Tempter: their representation in Literature and Art”. Indologica Taurinensia 17-18, 183-208. o. [2014. november 22-i dátummal az eredetiből archiválva]. (Hozzáférés: 2015. január 26.)